# Тетрарх (танк)
Лёгкий танк Mk.VII «Тетрарх» (англ. Light Tank Mk.VII «Tetrarch», от англ. tetrarch — «тетрарх»), A17 — британский лёгкий аэротранспортабельный танк времён Второй мировой войны для воздушно-десантных войск; в частности, их можно было высаживать при помощи десантных планеров типа «Гамилькар».

## История создания
Разрабатывался фирмой «Виккерс» в 1938—1940 годах для замены устаревшего Mk VI. Прототип танка А17Е1 был изготовлен весной 1938 года. Испытания прошли успешно и танк запустили в серию под обозначением Light Tank Mk.VII; в конце сентября 1941 года машину переименовали в Tetrarch I.
Однако из-за неудовлетворительных результатов, показанных в ходе его эксплуатации в 1-й бронетанковой дивизии, производство «Тетрарха», после выпуска 100 машин первого заказа, было прекращено. Специфичность ходовой части позволяла нормально передвигаться только по дорогам с твердым покрытием. Так же выяснилось, что в жарком климате Ближнего Востока мотор перегревается. Впрочем, нишу для ненужного танка вскоре нашли: во второй половине 1942 года его было решено использовать как аэротранспортабельный.

## Серийное производство
|       | 1     | 2     | 3     | 4     | 5     | 6     | 7     | 8     | 9     | 10    | 11    | 12    | Всего |
| ----- | ----- | ----- | ----- | ----- | ----- | ----- | ----- | ----- | ----- | ----- | ----- | ----- | ----- |
| 1940  |       |       |       |       |       |       |       |       |       | 6     | 9     |       | 15    |
| 1941  |       |       |       | 6     | 11    | 13    | 8     | 5     | 7     | 9     | 11    | 3     | 73    |
| 1942  | 5     | 6     | 1     |       |       |       |       |       |       |       |       |       | 12    |
| Итого | Итого | Итого | Итого | Итого | Итого | Итого | Итого | Итого | Итого | Итого | Итого | Итого | 100   |

Серийное производство «Тетрарха» осуществляла Metropolitan Cammell Carriage & Wagon Company (MCCW). Оно велось с 1940 по 1942 год; общий выпуск составил 100 экземпляров (регистрационные номера T.9266 — T.9365).

## Описание конструкции
Экипаж состоял из трёх человек: командир, наводчик (по совместительству заряжающий) и механик-водитель. Ходовая часть танка на рессорной подвеске имела 8 катков (четыре на борт) большого диаметра. Для поворотов использовалась рулевая колонка. 12-цилиндровый двигатель мощностью 180 л. с. находился в задней части танка. Для связи с другими танками использовалась радиостанция «Тип 9».

## Броневой корпус и башня
Броневой корпус и башня собирались на заклёпках из катаной брони толщиной от 10 до 16 мм.

## Вооружение
Вооружение «Тетрарха» по меркам довоенного времени было значительным. На танк устанавливалась 40-мм пушка QFSА, 7,92-мм пулемет BESA, а также две мортирки для дымовых гранат. На части танков была установлена 76-мм гаубица.

## Двигатель и трансмиссия
Двигатель танка Meadows MAT имел мощность 180 л. с. Коробка передач обеспечивала танку движение с пятью передачами вперёд и одной назад. Танк развивал максимальную скорость 64 км/ч по твёрдому грунту и 45 км/ч по мягкому.

## Ходовая часть
Особенностью ходовой части танка было то, что при повороте опорные катки могли качаться, что вкупе с изгибающейся гусеничной цепью позволяло хорошо маневрировать. Плюсом ко всему этому была рулевая колонка автомобильного типа, с помощью которой рулевые тяги отклоняли опорные катки и ведущие колеса на соответствующий угол от их стандартного положения. Теоретически это должно было улучшить управление танком. Но в практике повернуть руль мог не каждый, из-за механических приводов от рулевой колонки к каткам усилие на руле было весьма значительным. Особенно это проявлялось при вождении по мягкому грунту.

## Боевое применение
Первым получателем танков стала 1-я бронетанковая дивизия, которая к концу июня 1941 года получила 33 Light Tank Mk.VII, 20 из которых в начале 1942 года убыли в СССР.
«Тетрарх» ограниченно использовался британскими войсками в боях 1942—1944 годов. Первым его боевым применением стала высадка 12 танков на остров Мадагаскар в составе Легкого Эскадрона Cил Специального Назначения Королевского Танкового Корпуса в мае 1942 года. В ходе боев с войсками Виши было потеряно 10 машин. В роли авиадесантного использовался при высадке в Нормандии. Непосредственно в высадке участвовали 20 танков 6-го авиадесантного бронетанкового разведывательного полка. Они доставлялись на планерах Hamilcar Mk.I во второй волне высадки. Некоторое время танки продолжали использоваться, как разведчики, но ввиду малой эффективности до начала осени были выведены из боевого состава. После войны оставался  на вооружении до конца 1940-х годов. В незначительных количествах Mk VII поставлялся также в годы войны в СССР по программе ленд-лиза. В 1942 году в бронетанковые и механизированные войска РККА через Иран попала партия из двадцати «Тетрархов». По результатам испытаний, не считая слабой брони, танк советским танкистам понравился. 40-мм орудие было довольно приличным вооружением для лёгкого танка, также была отмечена хорошая манёвренность и удобство управления с помощью рулевого колеса. Была оценена и достаточно высокая проходимость по пересечённой местности. Кроме этого, «Тетрарх» потреблял бензин второго сорта. Первоначально эти танки поступили на охранение границы с Северным Ираном, через который доставлялась военная помощь от союзников. В 1943 году они участвовали в боях на Северном Кавказе, ко 2 октября была потеряна последняя машина этого типа.

## Модификации
- Tetrarch Mk I — основная производственная версия;
- Tetrarch Mk I CS — прототип, вооружённый 75-мм гаубицей;
- Tetrarch DD — прототип, переоборудованный в плавающий танк по системе Duplex Drive (DD).

## Экспорт
Единственной страной, которая получила эти танки, был СССР. В январе 1942 года было поставлено 20 танков. 19 поступили в 151-ю танковую бригаду Закавказского фронта, а один — на НИБТ полигон в Кубинке.
|          | Поступило | Списано | Наличие |
| -------- | --------- | ------- | ------- |
| 1.1.1943 | 20        |         | 20      |
| 1.1.1944 |           | 3       | 17      |
| 1.7.1944 |           | 14      | 3       |
| 1.1.1945 |           |         | 3       |
| 1.6.1945 |           |         | 3       |

Все три сохранившихся к 1 июня 1945 года танка находились в военных округах.

## Состоял на вооружении
- Великобритания — 80
- СССР — 20 танков.

## Фотогалерея

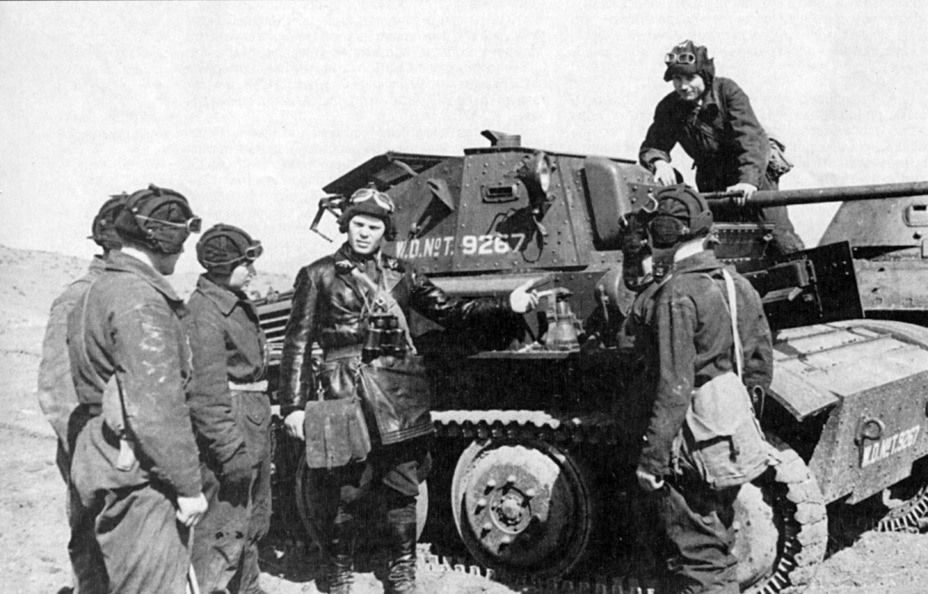
Советские танкисты из состава 151-й танковой бригады (151 тбр) и «Тетрарх» Mk VII, Северный Кавказ, март 1943 года. На башне сохранился английский бортовой номер – танки были переданы Красной Армии из состава 3-го батальона 9-го уланского танкового полка[1].
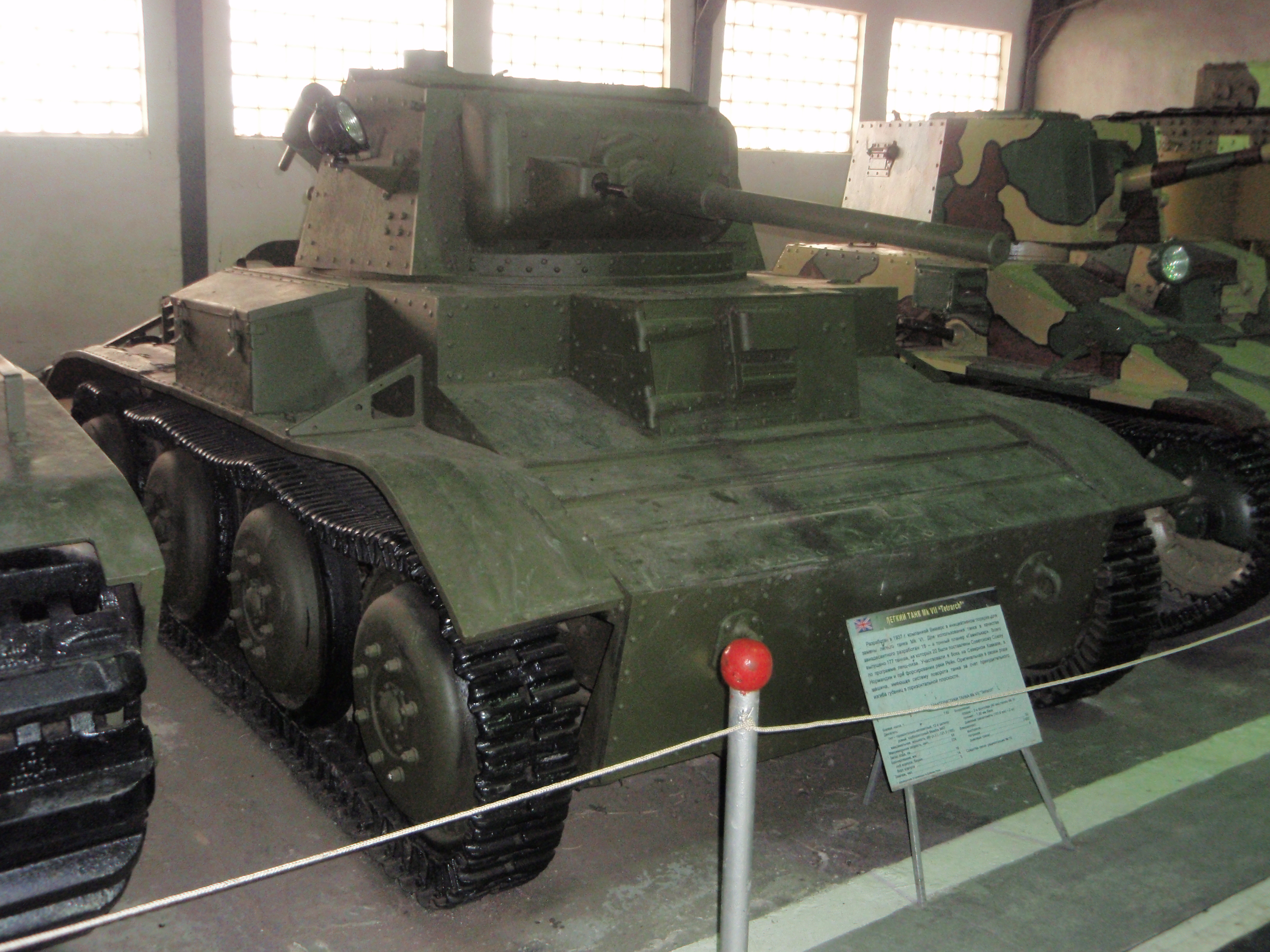
Mk.VII «Тетрарх» в Бронетанковом музее в Кубинке.
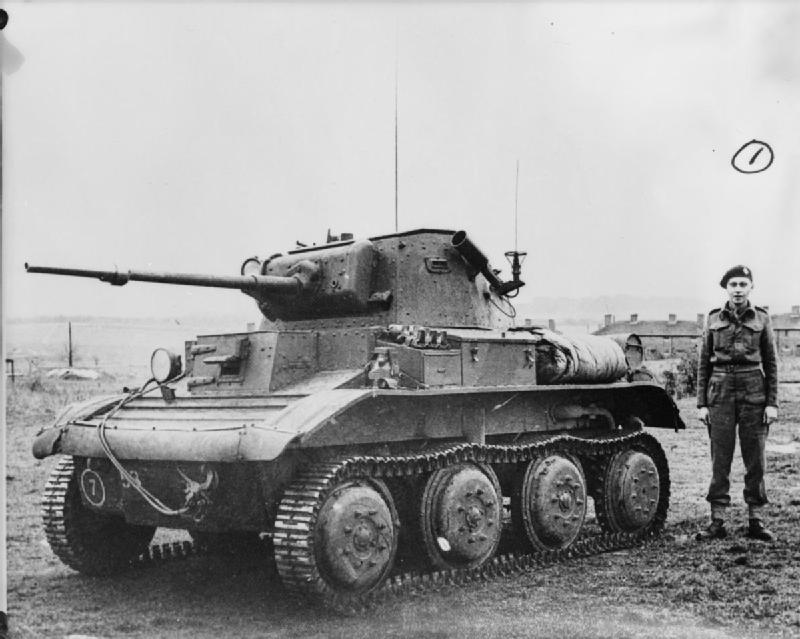
«Тетрарх».
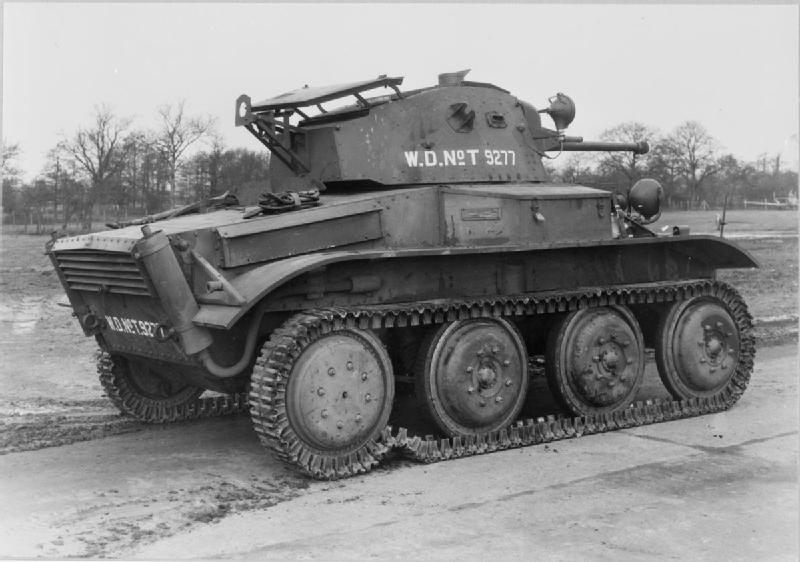
«Тетрарх».

## В компьютерных играх
Mk.VII «Tetrarch» представлен в ММО-игре World of Tanks Blitz как коллекционный лёгкий танк СССР II уровня.
Mk.VII «Tetrarch» представлен в ММО-игре World of Tanks как премиумный лёгкий танк СССР II уровня.
Mk.VII «Tetrarch» в игре «В тылу врага: Штурм 2» является лёгким танком Британии.
Mk.VII «Tetrarch» в игре «Company of Heroes: Opposing Fronts» является лёгким танком 2-й британской армии и используемый в ветке командира Королевских Коммандос.
Mk.VII «Tetrarch» представлен в ММО-игре War Thunder как резервный лёгкий танк Британии I ранга.
Mk.VII «Tetrarch» представлен в игре Блицкриг II: Освобождение как лёгкий танк Британии.